# Plazo
El plazo, jurídicamente es el tiempo legal o contractualmente establecido que ha de transcurrir para que se produzca un efecto jurídico, usualmente el nacimiento o la extinción de un derecho subjetivo o el tiempo durante el que un contrato tendrá vigencia.
Por ejemplo: Te doy un plazo de seis meses para que me devuelvas el dinero que te presto (plazo que ha de transcurrir para que sea exigible o "venza" una obligación); o bien el contrato de arriendo se pacta por un plazo de un año (plazo de vigencia de un contrato); o al adquirir un derecho de tiempo compartido el adquirente tiene un plazo de diez días para resolver unilateralmente el contrato (plazo tras el cual se extingue un derecho): o contra la sentencia se podrá recurrir en apelación en el plazo de cinco días. 
El plazo siempre es "cierto", en el sentido de que es un tiempo que llegará en algún momento dado y sin posibilidad de que no llegue a ocurrir (en ello se diferencia de la "condición"). Este momento del vencimiento del plazo puede estar determinado de antemano como, por ejemplo, cuando se fija una fecha determinada.
En la concepción clásica del Derecho romano, el plazo de vencimiento de una obligación se presumía concedido en beneficio del deudor, por lo que el mismo podía renunciar al mismo y cumplir la obligación anticipadamente, si no se establecía otra cosa en la Ley o en el contrato. En el Derecho español actual se presume por el contrario que el plazo ha sido puesto en beneficio de ambas partes (por lo que el deudor no puede cumplir anticipadamente su obligación si el acreedor se opone), "a no ser que del tenor de las obligaciones o de otras circunstancias resultara haberse puesto en favor del acreedor o del deutor (art. 1227 Código Civil), por lo que el acreedor puede negarse a que el deudor cumpla antes del vencimiento de la obligación.
Si no se indica en un contrato el plazo en el que ha de cumplirse una obligación, en principio ha de cumplirse sin demora; sin embargo, si de su naturaleza y circunstancias se dedujera que ha de entenderse concedido un plazo al deudor, o si se ha dicho que sea el mismo deudor el que decida cuándo ha de cumplirse la obligación, a falta de acuerdo cualquiera de las partes podrá solicitar al juzgado que fije un plazo (art. 1128 Código Civil español).
Si el deudor cumple con su obligación antes de que ésta fuera exigible, conociendo que existía el plazo, y el acreedor lo acepta, no podrá solicitar que se le devuelva lo entregado, pues se entiende que renuncia al plazo; sin embargo, si tal pago anticipado se hace por error (al ignorar la existencia del plazo), si bien no puede reclamar la devolución, sí puede reclamar intereses o frutos de lo entregado anticipadamente (art. 1126 del Código Civil español)
Las oblicaciones sometidas a plazo están reguladas en el Código Civil español en los arts. 1125 y siguientes. 

## Diferencia entreplazoytérmino
El plazo se refiere a un período de tiempo, mientras que término se refiere a un momento determinado, su fin o conclusión (su término).
El término es siempre un momento (medible por cualquier unidad de tiempo). Por ello puede ser día, hora, minuto etc. Puede ser inicial (término inicial) o final (término final)
Relaciones: Ambos se refieren a la idea de tiempo, aunque de manera distinta. Término no es igual a plazo, pero, todo plazo (período ) tiene término.
Ejemplo de plazo y término: Un contrato en el que se pacta un plazo o período igual a un año que comienza el primero de enero (término inicial) y concluye el 31 de diciembre(término final). 
Existen clasificaciones de plazo determinadas justamente por el término, caso de clasificación a término fijo, o no fijo (término máximo o mínimo). El plazo puede ser con término máximo. El préstamo del libro debe finalizar antes del día 6 de julio. El plazo puede ser con término fijo. El préstamo del libro debe finalizar el día 6 de julio. Pese a que ambos vocablos designan conceptos distintos, es habitual confundirlos, e incluso en la legislación se utilizan ambos indistintamente en ocasiones.

### Tipos de plazo
- Plazo para la extinción de un derecho o la pérdida de vigencia de un contrato(plazo final)/plazo para el surgimiento de un derecho (plazo inicial)
- Plazo con fecha previamente conocida/plazo con fecha a determinar
- plazo procesal: El que concede la ley procesal para realizar actos jurídicos procesales (por ejemplo: plazo para contestar a una demanda desde la notificación de la misma al demandado)

plazos prorrogables o improrrogables (son prorrogables si la Ley prevé algún tipo de posibilidad de ampliación del plazo, a petición de parte o no)
- Plazo establecido a favor del deudor/plazo establecido a favor del acreedor/plazo establecido en interés de ambas partes.
- 'plazo contractual': el pactado en un contrato.
- Plazo legal: el que es impuesto por la Ley. El plazo generalmente se incorpora a los contratos como cláusula más: Los contratos "de tracto sucesivo" (= los que no se agotan instantáneamente con su cumplimiento como sí sucede por ejemplo con una compraventa con pago al contado) pueden tener un plazo de vigencia determinado o ser indefinido.
- plazo contractual esencial/plazo contractual no esencial: Si el plazo es esencial, el incumplimiento del plazo supone un incumplimiento del contrato; si el plazo no es esencial, cabe el cumplimiento retrasado del contrato (con las consecuencias legales que se hayan pactado o procedan por el retraso). El carácter esencial o no del plazo se puede derivar de la expresa consideración en el contrato de tal plazo como esencial, o de la misma naturaleza de la obligación, que hace que el cumplimiento tardío ya no tenga interés para el acreedor. Ejemplo de plazo esencial: Se pacta en un contrato de compra de un edificio en construcción que el edificio que se va a adquirir deba estar terminado y ser entregado el día 6 de julio, y si no es así, el comprador puede resolver el contrato y reclamar la devolución de su dinero. Ejemplo de plazo no esencial: Debo devolver 6.000 € antes del día 6 de julio (al acreedor le interesa que le devuelva el dinero también tras esa fecha, sin perjuicio de que reclamará en su caso intereses de demora: Ejemplo de plazo esencial por la naturaleza de la prestación: La modista ha de terminar el traje de la novia antes del día de la boda; pasado tal día, la novia ya no necesita tal traje, por lo que una entrega tardía no es cumplimiento tardío, sino incumplimiento del contrato.

- Plazo Perentorio O Preclusivo: Es aquel que, vencido, produce caducidad del derecho o el cierre de una instancia, sin necesidad de actividad alguna del juez ni de la parte contraria. Por ejemplo, el periodo de prueba una vez clausurada no se abre más (CPC, 372). Otro ejemplo plazo de proposición de testigos es de 5 días y una vez cerrado la parte que no presentó pierde su oportunidad (CPC, 379).

En los plazos perentorios el derecho a realizar un acto procesal se pierde solo por efecto de la ley.
- Plazo No Perentorio

Aquel que, vencido, necesita un acto de parte contraria para producir la caducidad del derecho. Por ejemplo, la contestación tiene 15 días de plazo (CPC, 345), la no-contestación en ese plazo no hace caducar el derecho de contestación.
Para hacer perder el derecho, es necesario que la otra parte pida al juez que lo declare rebelde a la ley (siempre y cuando se conozca su domicilio y no conteste en plazo. Porque si no se conoce su domicilio nunca se le declara rebelde, el juez le nombra un representante judicial - defensor de oficio -). En los plazos no perentorios para que se pierda la oportunidad de realizar el acto la otra parte, además, debe realizar otro acto.